# Dermestes freudei
Dermestes freudei es una especie de escarabajo de piel del género Dermestes, tribu Dermestini, subfamilia Dermestinae. Fue descrita por Kalík y Ohbayashi en 1982.

## Descripción
Mide 8-9,5 mm de longitud. Especie muy parecida a Dermestes schneideri aunque se diferencian en la estructura de los genitales masculinos y el esternito abdominal.

## Distribución y hábitat
Se distribuye por Japón, norte de China y Corea y Siberia oriental.